# Сотіріс Александропулос
Сотіріс-Полікарпос Александропулос (грец. Σωτήρης-Πολύκαρπος Αλεξανδρόπουλος, нар. 26 листопада 2001 Афіни, Греція) — грецький футболіст, опорний півзахисник португальського клубу «Спортінг» та національної збірної Греції.
На правах оренди грає в бельгійському «Стандарді». 

## Ігрова кар'єра

### Клубна
Сотіріс Александропулос є вихованцем грецького клубу «Панатінаїкос». У сезоні 2019/20 футболіста перевелио до першої команди клубу.
У червні 2021 року футболіст уклав угоду з клубом до літа 2024 року. У травні 2022 року Сотіріс виграв свій перший трофей у складі «Панатінаїкоса» — Кубок Греції.
29 серпня 2022 року Александропулос перейшов до португальського «Спортінга», з яким підписав п'ятирічний контракт. 2 вересня футболіст провів першу гру в новій команді. Та в складі «Спортінга» Сотіріс провів за сезон лише шість матчів і на сезон 2023/24 футболіст повернувся до Греції, на правах оренди до кінця сезону в «Олімпіакос». Грецький клуб не скористався опцією викупу контракту і наступний сезон Александропулос також почав в оренді — в бельгійському «Стандарді».

### Збірна
28 березня 2021 року у товариському матчі проти команди Гондурасу Сотіріс Александропулос дебютував у складі національної збірної Греції.

## Титули
Панатінаїкос
 Переможець Кубка Греції: 2021/22
Олімпіакос
 Переможець Ліги конференцій: 2023/24
Індивідуальні
- Кращий молодий гравець чемпіонату Греції: 2021/22